# Paradelphomyia macracantha
Paradelphomyia macracantha är en tvåvingeart som beskrevs av Alexander 1957. Paradelphomyia macracantha ingår i släktet Paradelphomyia och familjen småharkrankar. Inga underarter finns listade i Catalogue of Life.